# Шютте, Юхан
Ю́хан (Иога́нн) Шю́тте (швед. Johan Skytte, известен также как Иоганн Бенгтсон Шродерус; 1577 год, Нючёпинг — 25 марта 1645 года, Сёдерокра) — шведский государственный деятель и политик, барон (с 1624 года).

## Биография
Шютте был сыном главы Нючёпинга Бенгта Нильссона Скраддаре (швед. Bengt Nilsson Skräddare) и Анны Андерсдоттер (швед. Anna Andersdotter). В период учёбы в школе в своём родном городе и в течение девяти лет учёбы в зарубежных университетах он использовал фамилию Шродерус, латинизированную форму немецкой Шрёдер — фамилии его отца, что переводится как «портной».
Уже при его возвращении в 1602 году после изучения иностранных языков, он был нанят в качестве наставника молодого принца Густава Адольфа в Швеции, будущего короля, и облагораживался в течение последующего года, взяв фамилию Skytte (Шютте) умершего благородного семейства, родство с которым, как утверждал, он имеет по материнской линии.
В 1610 году он был отправлен в Лондон с дипломатической миссией, чтобы просить руки Елизаветы Стюарт, дочери Якова I, для молодого принца. В 1611 году Шютте был назначен губернатором Вестмании.
В 1617 году Шютте стал высшим советником и принял участие работе над текстом присяги Густава Адольфа.
В 1622 году Иоганн Шютте становится канцлером Уппсальского университета, оставаясь на этом посту до самой своей смерти. В том же году Шютте сделал пожертвование в пользу профессорства риторики и государственности университета — профессора до сих пор проживают в квартирах в доме Шютте в Уппсале.
В 1624 году Шютте получил баронство Дудергоф в Ингрии, которая только что была присоединена к Швеции, а через 5 лет был назначен генерал-губернатором Ливонии, Ингрии и Карелии. В 1630-х годах на его землях в Ингрии появляется баронская усадьба Стралл-на-Хофф (нынешняя Стрельна).
В 1632 году Иоганн Шютте был назначен ректором новой Академии Густавиана, в дополнение к его канцлерству Уппсалы, и строил планы на новый апелляционный суд в Дерпте (сегодняшняя Эстония), был первым ректором Тартуского университета. В 1632 году Шютте вернулся из Ливонии в 1634 году стал председателем апелляционного суда Гёта в Йёнчёпинге.

## Семья
- Жена — Мария Наф (швед. Maria Näf), дочь Якоба Нафа[швед.].

- Старший сын Бенгт Юханссон Шютте[англ.] (1614—1683), член Государственного совета в 1648—1649 годах, губернатор Эстляндии (1655), разделял и пропагандировал пансофистские взгляды Коменского. Одним из первых обратил влияние на сходство финского языка с венгерским. Составил «Донесение из Московского государства от 12 сентября 1631 году». В 1660 году ездил с посольством в Лондон. Часть его библиотеки приобрёл знавший его Лейбниц.

- Младший сын Якоб Юханссон Шютте[швед.] (1616—1654), барон Дудергофский, после брата был канцлером Академии Густавиана; в 1632 году составил «Донесение из русской Московии». Его сын Густав[англ.] был казнён в 1663 году за пиратство.

- Дочь Вендела Шютте (1608—1629) была знаменита своей учёностью — отец дал ей такое же образование, как и своим сыновьям. Она знала греческий, латынь, французский, немецкий, писала стихи и прозу.

- Дочь Анна (швед. Anna Skytte, 1610—1680) — вышла замуж за Горана Гилленштерна[швед.].

## Наследие

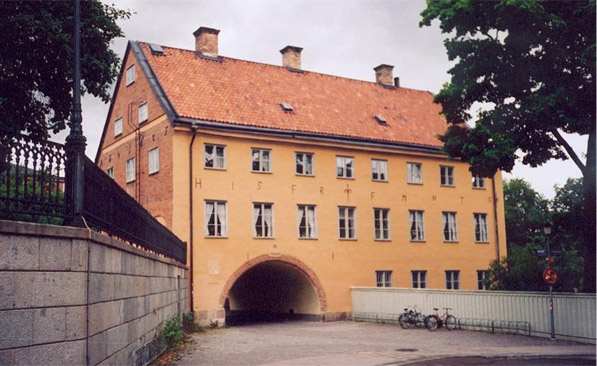
Дом Шютте в Уппсале

Средневековый дом Шютте в Уппсале, известный как Шюттеанум, в наше время используется департаментом правительства.
Из нескольких школ Швеции, названных именем Шютте, одна действительно была основана по его инициативе в 1631 году в Люкселе (Лаппланд); в 1867 году она была перевезена в Тернабю.
За вклад в образование относительно слаборазвитой северной Швеции в 1956 году в его честь было названо Королевское общество Шютте в Умео.
С 1995 года фонд Шютте Уппсальского университета учредил ежегодную премию Юхана Шютте в области политических наук.
В Тартуском университете (Эстония) работает Институт политических исследований имени Юхана Шютте.

## Памятники
В 2007 году, к 375-летию Тартуского университета, в Тарту, перед зданием Верховного суда Эстонии, по инициативе и в присутствии шведской королевы Сильвии, был открыт памятник Юхану Шютте в виде большой каменной печати с изображением лица учёного. Автором памятника является Тийу Кирсипуу, архитектором — Айн Рёэпсон.